# Ривервудс (Илиноис)
Ривервудс (енгл. Riverwoods) град је у америчкој савезној држави Илиноис.

## Демографија
По попису из 2010. године број становника је 3.660, што је 183 (-4,8%) становника мање него 2000. године.
| Група             | 2000.         | 2010.         |
| Белци             | 3.560 (92,6%) | 3.332 (91,0%) |
| Афроамериканци    | 14 (0,4%)     | 27 (0,7%)     |
| Азијати           | 173 (4,5%)    | 171 (4,7%)    |
| Хиспаноамериканци | 76 (2,0%)     | 102 (2,8%)    |
| Укупно            | 3.843         | 3.660         |